# Abahani Limited Dhaka
L'Abahani Limited Dhaka (in bengali আবাহনী লিমিটেড ঢাকা), anche noto semplicemente come Dhaka Abahani o Abahani Limited, è una società calcistica bengalese con sede nella città di Dacca.
Fondato nel 1972 con il nome di Abahani Krira Chakra da Sheikh Kamal, figlio del politico bengalese Sheikh Mujibur Rahman, il club è uno dei più decorati nel paese sud asiatico con sei titoli nazionali.
Dall'introduzione del professionismo in Bangladesh nel 2007 milita in massima serie.

## Palmarès

### Competizioni nazionali
- Campionato bengalese: 6

2007, 2008–2009, 2009–2010, 2012, 2016, 2017-2018
- Coppa del Bangladesh: 11

1982, 1985, 1986, 1988, 1997, 1999, 2000, 2010, 2016, 2017, 2021-2022
- Independence Cup (Bangladesh): 2

1990, 2021

### Altri piazzamenti
- Campionato bengalese:

Secondo posto: 2001-2002, 2005-2006, 2019
Terzo posto: 2021
- Coppa del Bangladesh:

Finalista: 1981, 1983, 1989, 1994, 1995, 2008, 2009, 2017, 2022-2023
Semifinalista: 2023-2024
- Coppa dell'AFC:

Semifinale interzona: 2019

## Organico

### Rosa 2021
Aggiornata al 15 dicembre 2020.
| N. |                       | Ruolo | Calciatore           |
| -- | --------------------- | ----- | -------------------- |
| 1  | Bangladesh (bandiera) | P     | Shahidul Alam Sohel  |
| 2  | Bangladesh (bandiera) | D     | Raihan Hasan         |
| 3  | Bangladesh (bandiera) | D     | Waly Faisal          |
| 4  | Bangladesh (bandiera) | D     | Nasiruddin Chowdhury |
| 5  | Bangladesh (bandiera) | D     | Tutul Hossain Badsha |
| 6  | Bangladesh (bandiera) | C     | Mamunul Islam        |
| 7  | Bangladesh (bandiera) | C     | Sohel Rana           |
| 8  | Bangladesh (bandiera) | C     | Pranotosh Kumar Das  |
| 9  | Brasile (bandiera)    | A     | Francisco Wagsley    |
| 10 | Bangladesh (bandiera) | A     | Nabib Newaj Jibon    |
| 11 | Bangladesh (bandiera) | A     | Rubel Miya           |
| 12 | Bangladesh (bandiera) | C     | Jewel Rana           |
| 13 | Bangladesh (bandiera) | D     | Atiqur Rahman Meshu  |
| 14 | Bangladesh (bandiera) | D     | Mamun Miah           |
| 15 | Bangladesh (bandiera) | A     | Saad Uddin           |

| N. |                        | Ruolo | Calciatore                |
| -- | ---------------------- | ----- | ------------------------- |
| 16 | Bangladesh (bandiera)  | C     | Md. Sohel Rana            |
| 17 | Brasile (bandiera)     | C     | Raphael Augusto           |
| 18 | Bangladesh (bandiera)  | P     | Sultan Ahmed Shakil       |
| 19 | Afghanistan (bandiera) | D     | Masih Saighani            |
| 20 | Haiti (bandiera)       | A     | Kervens Belfort           |
| 21 | Bangladesh (bandiera)  | D     | Muhammad Nazim Uddin      |
| 22 | Bangladesh (bandiera)  | P     | Mohammad Nayeem Mia       |
| 23 | Bangladesh (bandiera)  | C     | Mohammad Ridoy            |
| 24 | Bangladesh (bandiera)  | C     | Dipok Roy                 |
| 25 | Bangladesh (bandiera)  | P     | Mohammad Shamim Hossen    |
| 26 | Bangladesh (bandiera)  | D     | Syed Arafat Hossain Tasin |
| 27 | Bangladesh (bandiera)  | A     | Faisal Ahmed Shitol       |
| 29 | Bangladesh (bandiera)  | D     | Shakir Ahmed              |
| 30 | Bangladesh (bandiera)  | P     | Shohug Hossain            |
| 35 | Bangladesh (bandiera)  | C     | Al Amin Hassan Aanaf      |